# Bahia (croiseur)
Pour les articles homonymes, voir Bahia (homonymie).

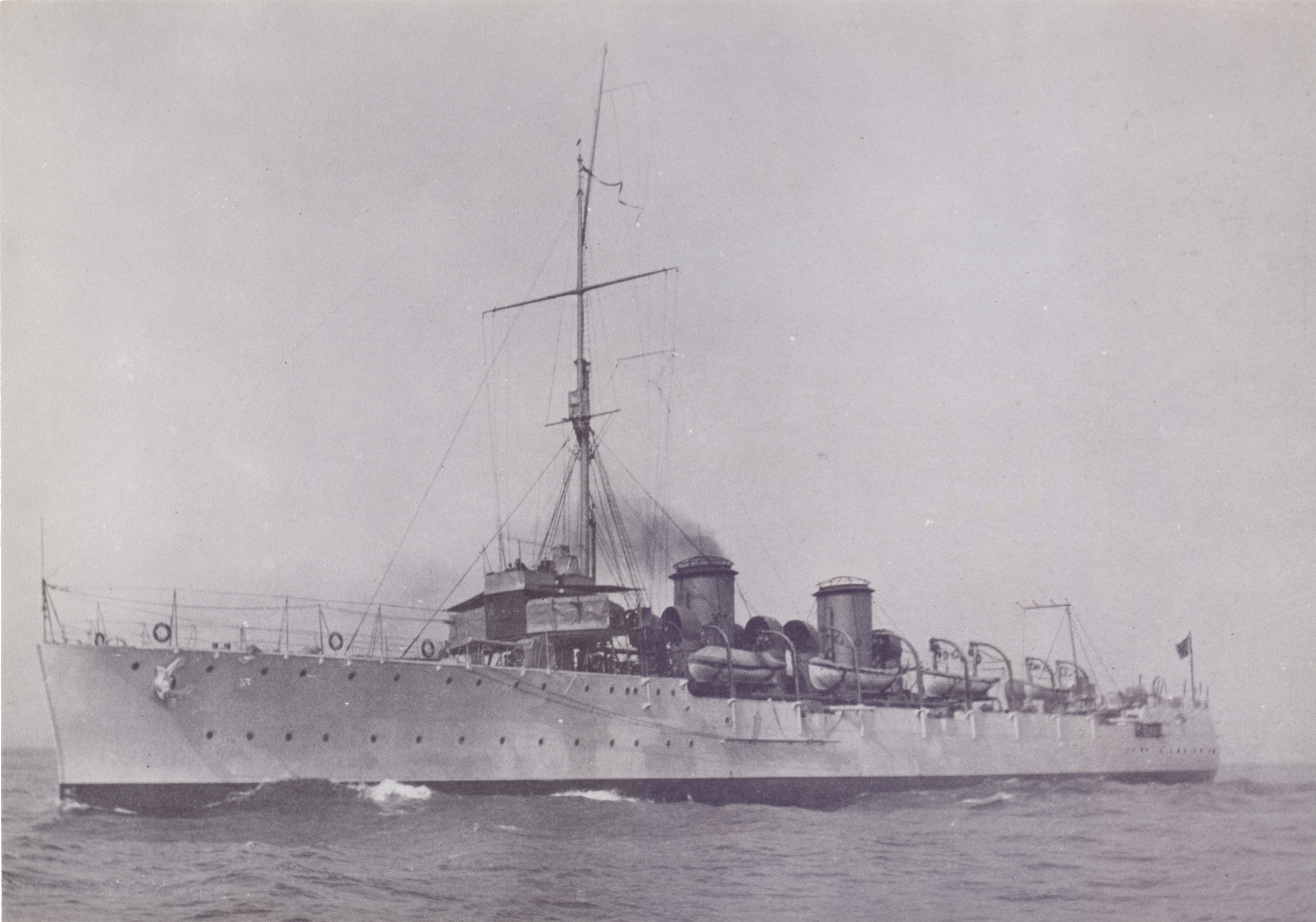
Le Bahia avant sa modernisation, comme l'indiquent les 2 cheminées.

Le Bahia est un croiseur léger de la Marine brésilienne, navire principal de la classe du même nom, construit en 1910 par la société de construction navale britannique Armstrong Whitworth et coulé en 1945.

## Histoire
Le Bahia fut le théâtre, six mois après sa mise en service, d'une mutinerie connue sous le nom de Révolte du fouet, menée par l’amiral noir João Cândido, pour l’abolition des châtiments corporels dans la Marine. Durant les quatre jours que dura la révolte, la capitale Rio de Janeiro se trouva sous la menace des canons des principaux bâtiments de guerre brésiliens, obligeant le gouvernement à céder aux revendications des soldats.
Durant la Première Guerre mondiale, le Bahia et son sister-ship le Rio Grande do Sul furent assignés à la Divisão Naval em Operações de Guerra (Division navale en opération de guerre), la principale formation navale brésilienne durant le conflit. Basés à proximité de la Sierra Leone et de Dakar, les navires ont escorté des convois à travers une zone surveillée par des U-Boote.

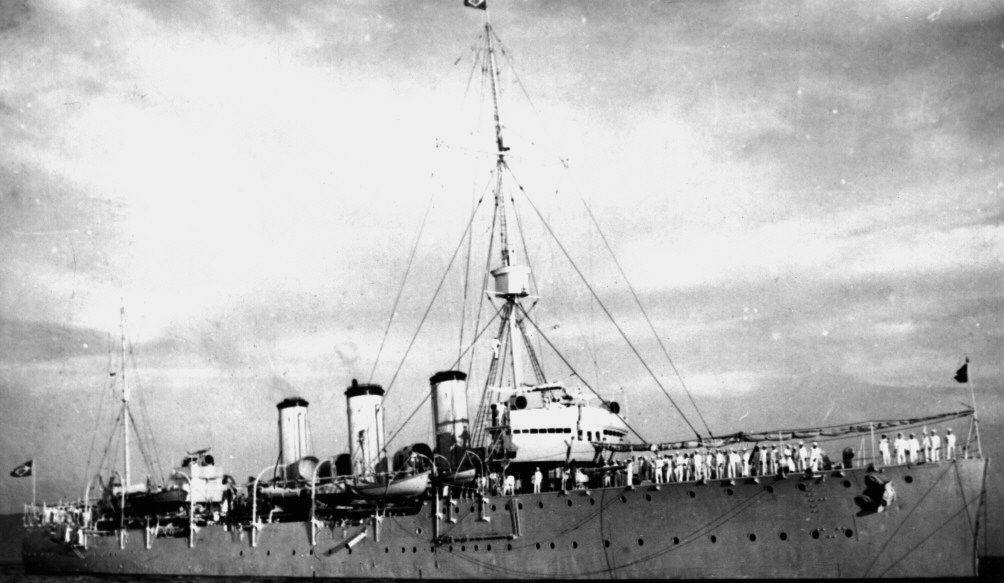
Le Bahia après sa modernisation.

Au milieu des années 1920, le Bahia subit d'importants travaux de modernisation. La propulsion initiale, fonctionnant au charbon, est remplacée par une propulsion au mazout avec l'installation de trois moteurs à turbine Brown-Curtis et six nouvelles chaudières Thornycroft. Ces travaux ont modifié l'aspect extérieur du bateau, les gaz d'échappements sortant par trois cheminées au lieu de deux. L'armement est renforcé, avec l'ajout de trois mitrailleuses Madsen de calibre de 20,1 mm, une mitrailleuse Hotchkiss de calibre 7 mm et quatre lance-torpilles de 21 pouces.
Durant les années 1930, le croiseur participe à différents conflits insurrectionnels, dont la révolution brésilienne de 1930 et la révolution constitutionnaliste deux années plus tard.
Pendant la Seconde Guerre mondiale, le Bahia est de nouveau assigné à des opérations de convoi, parcourant plus de 100 000 milles nautiques (environ 190 000 kilomètres) en l'espace d'une année. À partir du mois de mai 1945, il effectue des opérations de patrouille en soutien aux avions de transports traversant l'Atlantique pour rejoindre le théâtre des opérations dans le Pacifique. Le 4 juillet 1945, alors qu'il effectue des exercices anti-aériens, il est touché accidentellement par un tir à l'arrière d'obus de 20 mm faisant exploser des charges de profondeur et fait naufrage en quelques minutes au large des rochers Saint-Pierre et Saint-Paul. Une très faible partie de l'équipage parvient à échapper à l'explosion et au naufrage, et seule une partie de ces rescapés est encore en vie lorsque leurs radeaux sont découverts quelques jours plus tard. C'est la plus importante perte de la marine brésilienne durant cette guerre.